# خفاش زرد شمالی
خفاش زرد شمالی (نام علمی: Lasiurus intermedius) نام یک گونه از خانواده خفاش‌ناهیدی است.